# Descendimiento de Jesús

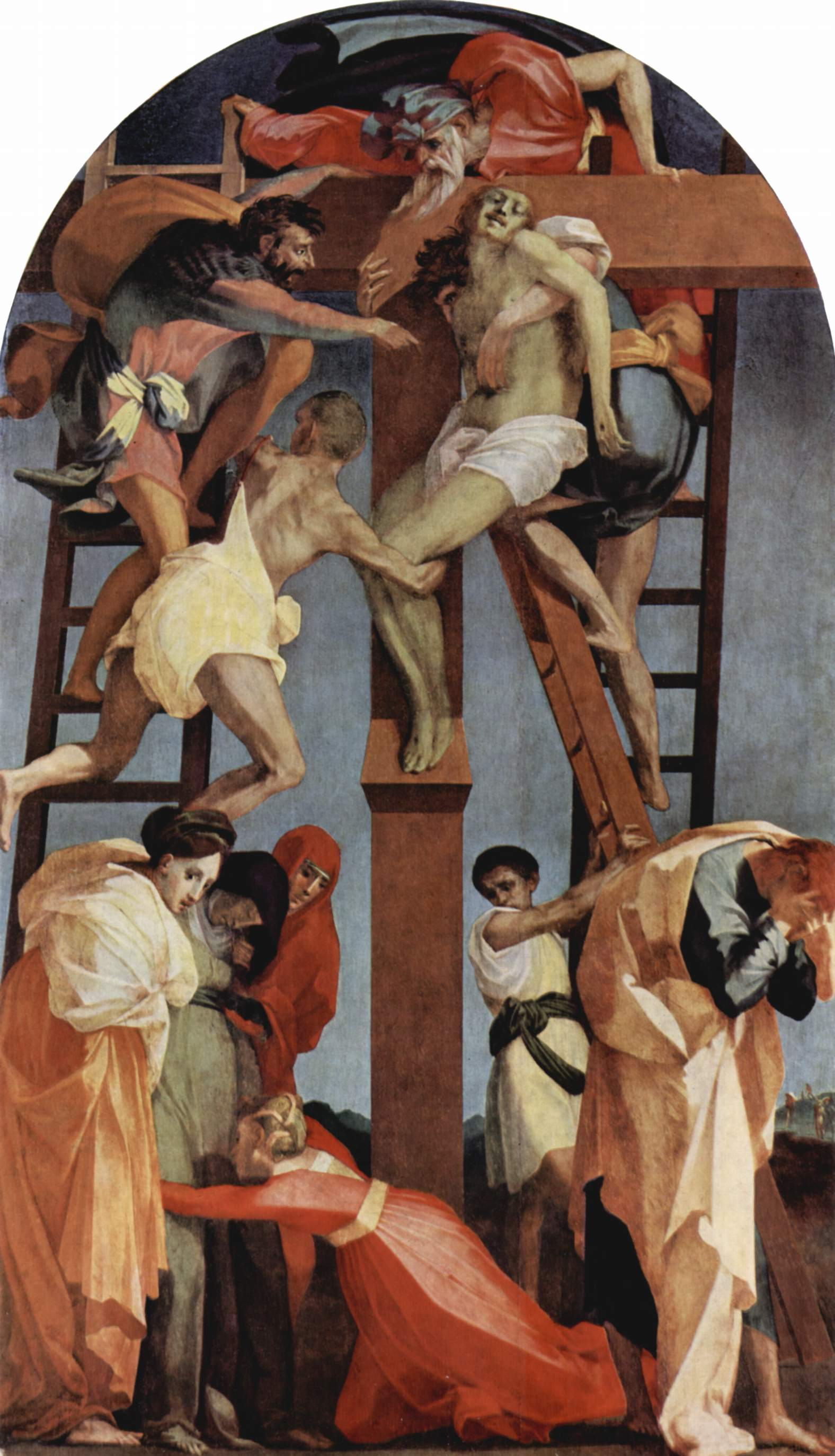
Rosso Fiorentino. Descenso de la Cruz. 1521. Óleo sobre madera. 375 × 196 cm. Pinacoteca Comunale di Volterra, Italia

El Descendimiento de la Cruz (en griego: Ἀποκαθήλωσις, Apokathelosis), o Deposición de Cristo, es la escena, tal como se representa en el arte de los relatos evangélicos de José de Arimatea y Nicodemo bajando a Cristo de la cruz tras su crucifixión (Juan 19, 19: 38-42). En el arte bizantino el tema se popularizó en el siglo IX, y en Occidente a partir del siglo X. El Descendimiento de la Cruz es el decimotercer Estación de la Cruz, y es también el sexto de los Siete Dolores de la Santísima Virgen María.
Otras figuras no mencionadas en los Evangelios que a menudo se incluyen en las representaciones de este tema son Juan Evangelista, a quien a veces se representa sosteniendo un María desfallecida (como en la obra de adjunta de Rogier van der Weyden), y María Magdalena. Los Evangelios mencionan un número indefinido de mujeres que presenciaron la crucifixión, entre ellas Las Tres Marías, María Salomé mencionada en Marcos 15 (15:40)), y también que la Virgen María y María Magdalena presenciaron el entierro (Marcos 15:47). Estas y otras mujeres y ayudantes masculinos anónimos se muestran a menudo.

## Textos bíblicos
Este momento del descendimiento de la cruz es contado de forma muy escueta por los
 evangelistas que lo hacen de la siguiente manera:
- Evangelio de Mateo (27; 57-66)

Al atardecer vino un hombre rico de Arimatea, llamado José, que también él se había hecho discípulo de Jesús. Éste se presentó a Pilato y le pidió el cuerpo de Jesús. Pilato, entonces, ordenó que se lo entregaran. Y José tomó el cuerpo, lo envolvió en una sábana limpia 60y lo puso en su sepulcro, que era nuevo y que había mandado excavar en la roca. Hizo rodar una gran piedra a la puerta del sepulcro y se marchó. Estaban allí María Magdalena y la otra María sentadas frente al sepulcro.

- Evangelio de Marcos (15; 42-47)

Y ya al atardecer, puesto que era la Parasceve —es decir, el día anterior al sábado—, vino José de Arimatea, miembro ilustre del Consejo, que también él esperaba el Reino de Dios, y con audacia llegó hasta Pilato y le pidió el cuerpo de Jesús. Pilato se sorprendió de que ya hubiera muerto y, llamando al centurión, le preguntó si efectivamente había muerto. Informado por el centurión, le dio el cuerpo muerto a José. Entonces éste, después de comprar una sábana, lo descolgó y lo envolvió en ella, lo depositó en un sepulcro que estaba excavado en una roca e hizo rodar una piedra a la entrada del sepulcro. María Magdalena y María la de José observaban dónde lo colocaban.

- Evangelio de Lucas 23; (50-56)

Había un hombre llamado José, varón bueno y justo, miembro del Consejo, que no estaba de acuerdo con su decisión y sus acciones. Era de Arimatea, ciudad de Judea, y esperaba el Reino de Dios. Éste se presentó a Pilato y le pidió el cuerpo de Jesús. Y lo descolgó, lo envolvió en una sábana y lo puso en un sepulcro excavado en la roca, donde nadie había sido colocado todavía. Era el día de la Parasceve y comenzaba a brillar el sábado. Las mujeres que habían venido con él desde Galilea le siguieron y vieron el sepulcro y cómo fue colocado su cuerpo. Regresaron y prepararon aromas y ungüentos. El sábado descansaron según el precepto.

- Evangelio de Juan 19; (31-42)

Después de esto, José de Arimatea, que era discípulo de Jesús, aunque a escondidas por temor a los judíos, le rogó a Pilato que le dejara retirar el cuerpo de Jesús. Y Pilato se lo permitió. Así que fue y retiró su cuerpo. Nicodemo, el que había ido antes a Jesús de noche, fue también llevando una mixtura de mirra y áloe, de unas cien libras. Tomaron el cuerpo de Jesús y lo envolvieron en lienzos, con los aromas, como es costumbre dar sepultura entre los judíos. En el lugar donde fue crucificado había un huerto, y en el huerto un sepulcro nuevo en el que todavía no había sido colocado nadie. Como era la Parasceve de los judíos y el sepulcro estaba cerca, pusieron allí a Jesús.

Después de la muerte en la cruz de Jesús de Nazareth, José de Arimatea pidió a Pilato el cuerpo de Jesús; este preparó el descendimiento y posterior sepelio de Jesús.
Durante el descendimiento, estaban presentes, entre otros, María y María Magdalena, además de Nicodemo y José, subiendo unos lienzos a la Cruz para ayudarse para bajar el cuerpo.
Habiendo descendido del todo el cuerpo, lo envolvieron desde las rodillas hasta la cintura y lo entregaron a su madre (escena de la "Piedad").

## Desarrollo de la imagen

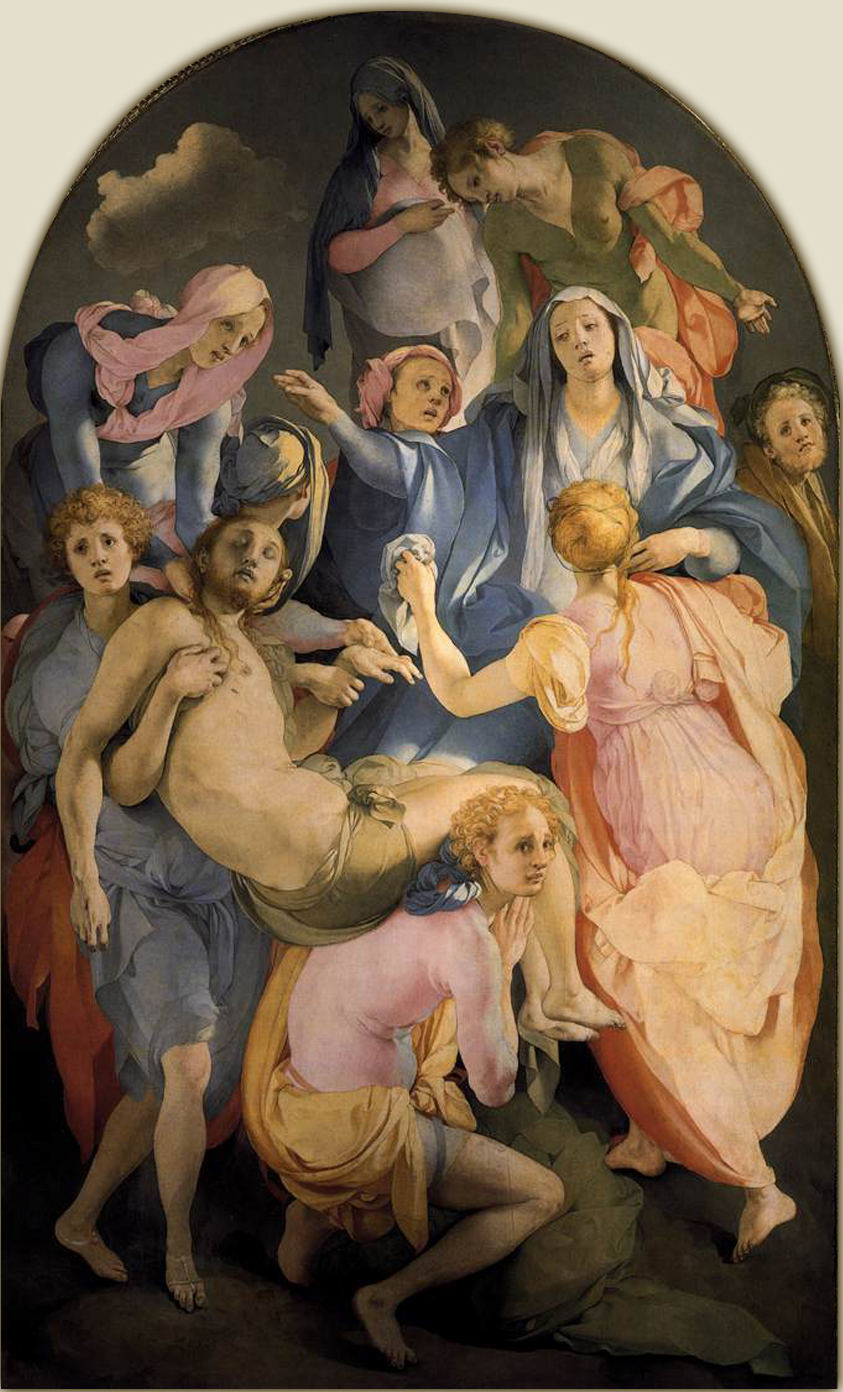
Pontormo. The Descent from the Cross. 1525–1528.

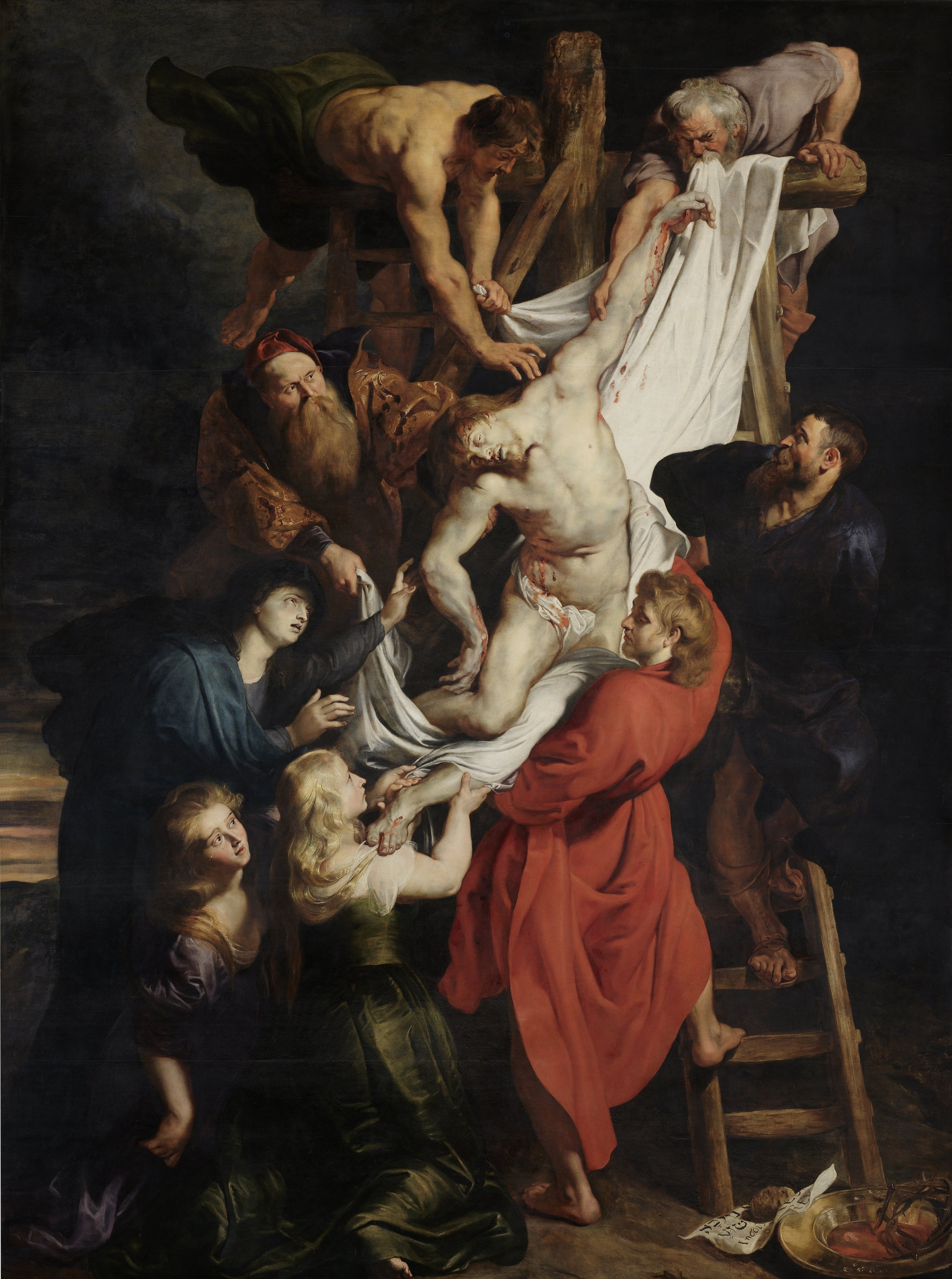
Peter Paul Rubens. El Descendimiento de la Cruz']. 1612-1614.

## En el arte

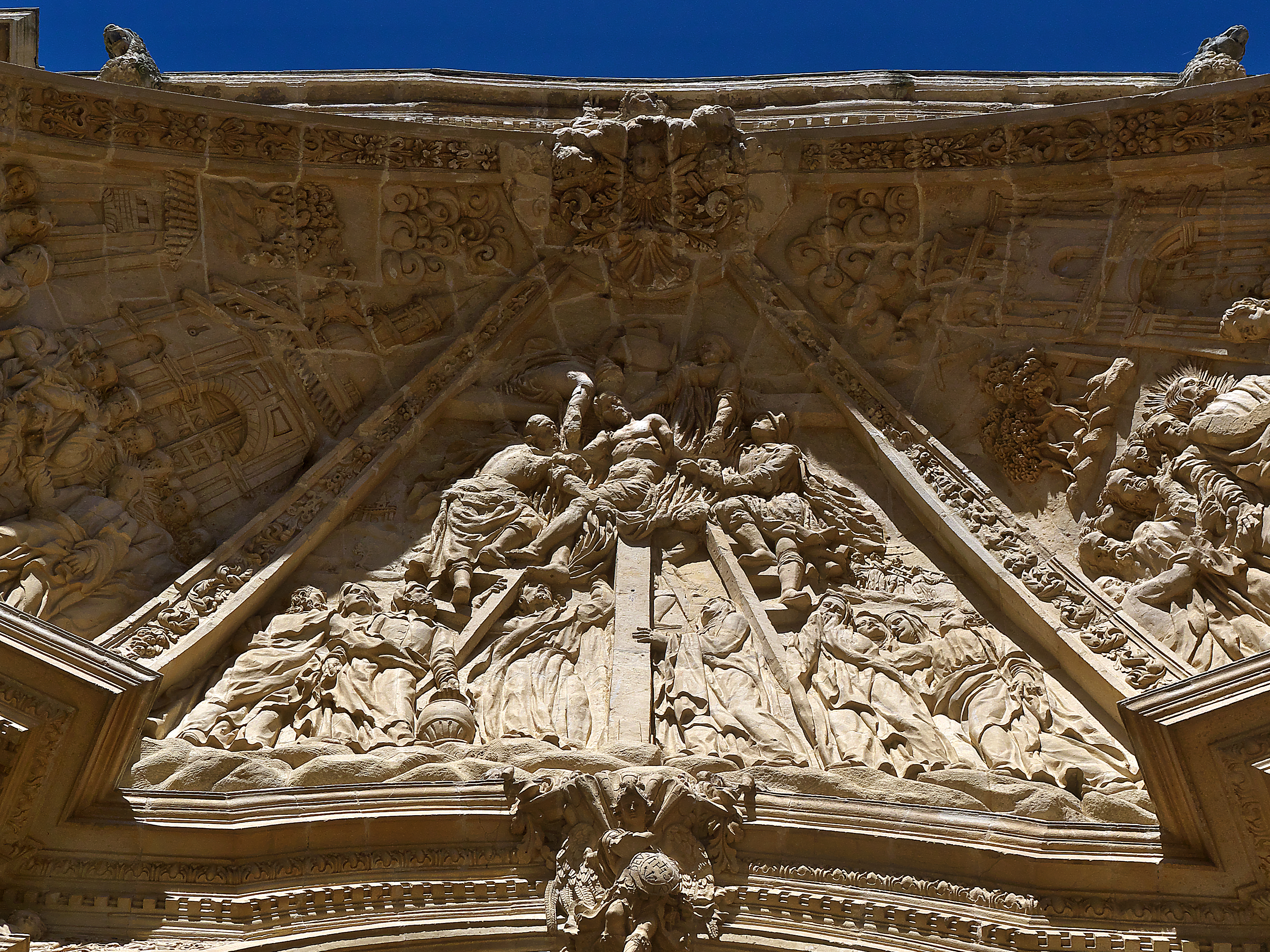
Catedral de Astorga. Portada principal

El evento constituye un tema recurrente del arte sacro cristiano.